# Heinrich Guttenberg

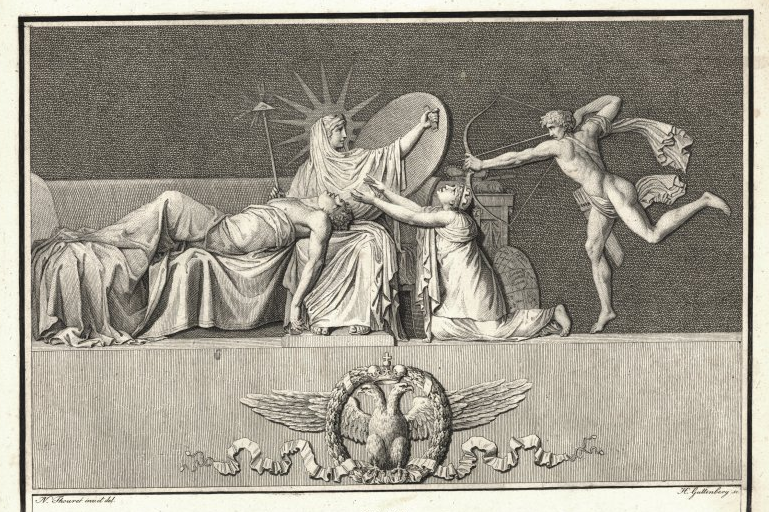
Die Vorsehung schützet einen kranken Fürsten, nach einem Motiv von Nikolaus Friedrich von Thouret

Heinrich Guttenberg (* 29. April 1749 in Wöhrd; † 16. Januar 1818 in Nürnberg) war ein deutscher Kupferstecher.

## Leben
Heinrich Guttenberg war ein jüngerer Bruder von Carl Gottlieb Guttenberg. Er stammte aus kleinen Verhältnissen und erhielt wohl keine höhere Schulbildung. Guttenberg besuchte die Nürnberger Zeichenschule unter J. J. Preissler und absolvierte im Alter von 17 bis 20 Jahren eine dreijährige Lehre bei dem Kupferstecher Würsching. Nach Beendigung seiner Lehrzeit verließ er heimlich das Elternhaus, um seinem Bruder Carl nach Paris zu folgen, musste jedoch schon in Frankfurt am Main feststellen, dass seine Barschaft dafür nicht ausreichte. Erst einige Monate später konnte er seine Fußreise nach Frankreich fortsetzen. Nach etlichen Schwierigkeiten arbeitete er einige Jahre lang im Atelier von Johann Georg Wille in Paris. Sein Stich einer Bacchantin machte ihn schließlich bekannt und erwies sich auch als einträgliche Einnahmequelle.
Nach dem Ausbruch der Französischen Revolution reiste Guttenberg nach Italien, von wo er nach Erhalt der Nachricht, dass sein Bruder lebensgefährlich erkrankt war, nach Frankreich zurückkehrte. Er traf Carl Gottlieb Guttenberg aber nicht mehr lebend an. Von Paris übersiedelte er nach Fontainebleau, von dort nach der Hinrichtung Ludwigs XVI. 1793 nach Nürnberg, das er aber 1803 wieder verließ, um erneut nach Paris zu ziehen. Ab 1798 war er der Lehrer Albert Christoph Reindels. 1816 kehrte er wiederum nach Nürnberg zurück. Bei einem Spaziergang am 9. Januar 1818 rutschte er aus und fiel auf den Hinterkopf. An den Folgen der Verletzungen, die er sich bei diesem Sturz zuzog, starb er eine Woche später. Er wurde im Grab Albrecht Dürers auf dem Johanniskirchhof in Nürnberg bestattet.
Für Carl Langs Schrift über das Denkmal der Gattenzärtlichkeit und Volksliebe von Philipp Jakob Scheffauer, die 1797 erschien, schuf er einen Stich als Titelbild nach einem Gemälde Thourets und einen Stich nach Jakob Gauermanns Zeichnung zu einem der Basreliefs, Seine treuen Wirtemberger erflehten ihn.
Das Art Institute of Chicago besitzt vier Stiche Guttenbergs nach Vorlagen von Jean-Michel Moreau: Le Rendez-vous pour Marly, Le rencontre au bois du Boulogne und zwei Versionen von Les derniers paroles de J. J. Rousseau.